# &RQ
&RQ — бесплатный ICQ-клиент с открытым кодом, разработанный программистом Massimo Melina. В 2003 году проект был закрыт, и все работы над программой были остановлены.

## Возвращение &RQ
&RQ (на сленге часто называемый «Крыса») получил популярность за свою функциональность и минимальное потребление ресурсов. Так как программа имела открытый код, за развитие проекта взялись сторонние разработчики и на данный момент существует как минимум две альтернативные версии программы — &RQ by Shyr (последняя версия — 0.9.7.5 beta1 от 30 января 2008) и регулярно обновляемый R&Q.

### Релиз Rapid (R&Q)
Код этого релиза также остался закрытым, хотя позже Rapid опубликовал исходники некоторых ранних своих версий. В настоящее время этот клиент переименован в R&Q (RnQ) и является наиболее «свежим» релизом клиента.
Последняя версия: 1123 от 7 ноября 2012.

### Не поддерживаемые версии

#### Релиз Shyr
Изначально клиент был выпущен под лицензией GPL (однако использовал включённую в состав дистрибутива не-GPL библиотеку). Последней оригинальной версией была 0.9.4.16.
В 2004 году некто Шир (Shyr), взяв за основу общедоступный код Rejetto, выпустил свой релиз, не опубликовав его исходный код.
Последняя версия: 0.9.7.5 beta1 от 30 января 2008.

#### Проект &RQ: Reborn
Проект был основан в ноябре 2004 года украинскими программистами, объявившими о важности соблюдения лицензии GPL в будущих релизах, и изначально одобрен Rejetto. В марте 2005 года домен andrq.org перешёл к Ширу, после чего основатель — Vovix — объявил о закрытии проекта.

#### Black Rat
Релиз от команды Black Rat, выпущенный в 2005 году с открытым кодом и также получивший одобрение Rejetto, выдержал несколько версий (вплоть до 1.0.3.0). На данный момент команда прекратила разработку релиза BR &RQ и разрабатывает свой ICQ клиент под названием IMadering.

## Будущее
В настоящее время регулярной разработки форков &RQ нет.